# Euchresta horsfieldii
Euchresta horsfieldii là một loài thực vật có hoa trong họ Đậu. Loài này được (Lesch.) Benn. miêu tả khoa học đầu tiên.